# 31563 Bourdelledemicas
31563 Bourdelledemicas este o planetă minoră (asteroid), cu un diametru de 7,079 km, din centura de asteroizi. A fost descoperită pe 19 martie 1999 la Stația Anderson Mesa de Lowell Observatory Near-Earth-Object Search. 
Obiectul prezintă o orbită caracterizată de o semiaxă mare de 2,4151843 UAi, o excentricitate de 0,12, o înclinație de 3,44616 ° în raport cu ecliptica.